# Молборо (Вилтшир)
Марлборо (енгл. Marlborough) је трговиште у енглеској грофовији Вилтшир на путу Лондон—Бат.